# ستاره (فیلم ۲۰۱۷)
ستاره (انگلیسی: The Star) یک انیمیشن کامپیوتری در سبک کمدی به کارگردانی تیموتی ریکارت است که در سال ۲۰۱۷ منتشر شد.

## داستان
داستان این انیمیشن حول محور زندگی یک خر به نام «بو» و دیگر دوستان حیوانش است که تبدیل به قهرمانان گمنام اولین کریسمس می‌شوند.

## بازیگران
- استیون ین در نقش بو، یک خر
- کلی کلارکسون در نقش لی، یک اسب
- ایدی براینت در نقش روث، یک گوسفند
- کیگان-مایکل کی در نقش دیو، یک فاخته
- ککریستن چنووس در نقش موش
- آنتونی اندرسون در نقش زاچ، یک بز
- گابریل ایگلسیاس در نقش روفوس، یک سگ
- وینگ ریمز در نقش تادئوس، یک سگ
- دلیله در نقش الیزابت
- کریس کریستوفرسون در نقش خر پیر
- جینا رادریگز در نقش ماری
- زکری لی‌وای در نقش جوزف
- اپرا وینفری در نقش دبورا، یک شتر
- تایلر پری در نقش کیروش، یک شتر
- تریسی مورگان در نقش فلیکس، یک شتر
- کریستوفر پلامر در نقش هیرودیس پادشاه

## تولید
در سپتامبر ۲۰۱۴ گزارش شد که دوون فرانکلین می‌خواهد یک فیلم بر پایه ایمان و الهام گرفته از تولد عیسی مسیح و زیر نظر کمپانی تولید خودش یعنی فرانکلین اینترتینمنت و با همکاری سونی پیکچرز انیمیشن بسازد. در آوریل ۲۰۱۵ مجله ورایتی گزارش داد که تیموتی ریکارت کارگردانی این انیمیشن را بر عهده خواهد داشت. در ۵ اوت ۲۰۱۵ اعلام شد که این فیلم بره نام گرفته‌است و انتشار رسمی آن در ۸ دسامبر ۲۰۱۷ خواهد بود. در ۲۰ ژوئن ۲۰۱۶ اعلام شد که برایان هنسون و لیزا هنسون از کمپانی جیم هنسون تهیه‌کنندگی اجرایی این فیلم را بر عهده گرفته‌اند و نام جدید انیمیشن ستاره خواهد بود.
سینسایت استدیوز تهیه‌کنندگی فیلم را بر عهده خواهد داشت.

### انتخاب بازیگران
در ۵ ژانویه ۲۰۱۷ اعلام شد که اپرا وینفری و تایلر پری در فیلم حضور خواهند داشت. در ۱۹ ژانویه ۲۰۱۷ اسامی کامل بازیگران اعلام شد.

## انتشار
در ژوئیه ۲۰۱۶ اعلام شد که تاریخ انتشار فیلم ۱۰ نوامبر ۲۰۱۷ خواهد بود.